# Alice Louise Waters
Alice Louise Waters (født 28 april 1944) er en amerikansk kok, aktivist og forfatter. Hun ejer restauranten Chez Panisse i Berkeley, Kalifornien som er kendt for at bruge lokale og økologiske madvarer og som en pioner indenfor California cuisine.
Hun har skrevet flere bøger om mad og madlavning, senest hendes erindringer under titlen 'Coming to my Senses: The Making of a Counterculture Cook' fra 2017. Hun startede Chez Panissefonden i 1996.

## Bøger
- California Fresh Harvest: A Seasonal Journey through Northern California
- Chez Panisse Pasta, Pizza, Calzone (1984)
- Chez Panisse Menu Cookbook (1995)
- Chez Panisse Vegetables (1996)
- Fanny at Chez Panisse: A Child's Restaurant Adventures with 46 Recipes (1997)
- Chez Panisse Café Cookbook (1999)
- Chez Panisse Cooking (2001)
- Chez Panisse Fruit (2002)
- Slow Food: The Case for Taste (Arts and Traditions of the Table: Perspectives on Culinary History)
- The Art of Simple Food (2007)
- The Edible Schoolyard (2008)
- In the Green Kitchen: Techniques to Learn by Heart (2010)
- Coming to my Senses: The Making of a Counterculture Cook (2017)